# Just a Little More Love
Just a Little More Love is het eerste studio-album van de Franse dj David Guetta. Het album bevat 13 nummers.
Guetta werd bij het schrijven van de nummers geholpen door zanger Chris Willis, die ook een groot deel van de vocalen voor zijn rekening nam. Zo is hij te horen in het nummer "Distortion", waarin Willis zingt over een geluidsvervorming in zijn linkeroor. De zangpartij is dan ook alleen te horen via het rechteraudiospoor.

## Tracklist
1. Just a Little More Love (Elektro edit) - 3:20
2. Love Don't Let Me Go (Original edit) met Chris Willis - 3:36
3. Give Me Something (Vocal edit) met Barbara Tucker - 5:44
4. You (Remix edit) met Chris Willis - 3:23
5. Can't U Feel the Change met Chris Willis - 4:53
6. It's Allright (Preaching Paris) met Barbara Tucker - 3:49
7. People Come, People Go met Chris Willis - 3:19
8. Sexy 17 met Juan Rozof - 3:27
9. Atomic Food met Chris Willis - 3:09
10. 133 - 3:41
11. Distortion met Chris Willis - 3:11
12. You Are the Music met Chris Willis - 5:58
13. Lately - 1:40